# Oktawia Nowacka
Oktawia Maria Nowacka (ur. 2 stycznia 1991 w Starogardzie Gdańskim) – polska pięcioboistka, brązowa medalistka Igrzysk Olimpijskich (2016), zdobywczyni Pucharu Świata, medalistka mistrzostw Świata, Europy i Polski.

## Życiorys
Jest zawodniczką STPP CWKS Legia Warszawa. W 2016 wywalczyła brązowy medal Igrzysk olimpijskich w Rio. W 2015 została drużynową mistrzynią świata (razem z Aleksandrą Skarzyńską i Anną Maliszewską) oraz brązową medalistką mistrzostw świata w sztafecie (z Aleksandrą Skarzyńską). Ponadto wywalczyła wicemistrzostwo Europy w sztafecie w 2013 (razem z Katarzyną Wójcik i Aleksandrą Skarzyńską) oraz brązowy medal mistrzostw świata w 2014 w sztafecie mieszanej (z Szymonem Staśkiewiczem) i brązowy medal Mistrzostw Europy w sztafecie mieszanej (z Łukaszem Klekotem). W 2014 wygrała także zawody o Puchar Świata rozgrywane w Sarasocie (Floryda).
W 2010 oraz 2022 została brązową medalistką mistrzostw Polski. W latach 2013, 2014, 2017 i 2021 była wicemistrzynią Polski. W 2015 i 2023 została mistrzynią Polski.
Po otrzymaniu kwalifikacji olimpijskiej doznała kontuzji stopy, która utrudniła przygotowania do konkurencji biegowej w ramach pięcioboju nowoczesnego oraz stawiała pod znakiem zapytania start w Igrzyskach Olimpijskich w Rio de Janeiro 2016. Ostatecznie zdążyła wyleczyć kontuzję, wystartować i zdobyć brązowy medal.
Była jednym z dwudziestu sportowców nominowanych do nagrody dla Najlepszego Sportowca Polski 2016 w 82. plebiscycie Przeglądu Sportowego. 15 listopada 2017 roku Oktawia Nowacka została matką chrzestną samolotu do przewozu VIP-ów Boeing 737-800 „Marszałek Józef Piłsudski”.
Jest żołnierzem Wojska Polskiego. Od stycznia 2018 w stopniu kaprala.
Jest weganką od 2013 i zwolenniczką praw zwierząt.

## Odznaczenia
- Srebrny Krzyż Zasługi – 2016[9]
- Złoty Medal „Za zasługi dla obronności kraju” – 2017[10]